# Phạm Đức Ấn
Phạm Đức Ấn (sinh ngày 1 tháng 2 năm 1970) là doanh nhân, chính trị gia người Việt Nam. Ông hiện là Phó Bí thư Tỉnh ủy nhiệm kỳ 2020-2025, Chủ tịch Ủy ban nhân dân tỉnh Quảng Ninh nhiệm kỳ 2021 - 2026. Ông từng là Bí thư Đảng ủy, Chủ tịch Hội đồng thành viên Ngân hàng Nông nghiệp và Phát triển nông thôn Việt Nam, Chủ tịch Hiệp hội Ngân hàng Việt Nam, Đại biểu Quốc hội khóa XV từ Hà Nội, Ủy viên Thường vụ Đảng ủy Khối Doanh nghiệp Trung ương, Chánh Văn phòng Ngân hàng Nhà nước Việt Nam; Phó Tổng giám đốc Ngân hàng Thương mại cổ phần Đầu tư và Phát triển Việt Nam.
Phạm Đức Ấn là đảng viên Đảng Cộng sản Việt Nam, học vị Cử nhân Luật Kinh tế, Cử nhân Tài chính Ngân hàng, MBA, Cao cấp lý luận chính trị. Ông có sự nghiệp đều công tác ở ngành ngân hàng Việt Nam.

## Xuất thân và giáo dục
Phạm Đức Ấn sinh ngày 1 tháng 2 năm 1970 tại xã Thanh Long, huyện Thanh Chương, tỉnh Nghệ An. Ông lớn lên và tốt nghiệp trung học phổ thông ở Thanh Chương, thi đại học và đỗ Trường Đại học Pháp lý Hà Nội vào năm 1989, nay là Trường Đại học Luật Hà Nội, lên thủ đô nhập học trường này vào tháng 9 cùng năm, rồi tốt nghiệp cử nhân chuyên ngành luật kinh tế vào tháng 9 năm 1994. Sau đó, ông theo học Trường Đại học Kinh tế Quốc dân, có thêm bằng cử nhân tài chính ngân hàng và MBA. Ông được kết nạp Đảng Cộng sản Việt Nam vào ngày 11 tháng 1 năm 2000, là đảng viên chính thức từ ngày 11 tháng 1 năm 2001, từng tham gia khóa học chính trị và có trình độ Cao cấp lý luận chính trị tại Học viện Chính trị Quốc gia Hồ Chí Minh.

## Sự nghiệp

### Ngân hàng
Tháng 10 năm 1994, sau khi tốt nghiệp Luật Hà Nội, Phạm Đức Ấn được tuyển vào Ngân hàng Đầu tư và Phát triển Việt Nam (BIDV), bắt đầu ở vị trí chuyên viên Phòng Pháp chế – Chế độ. Trong 10 năm 1994–2004, ông liên tục công tác ở phòng này, được thăng chức là Phó Trưởng phòng từ tháng 7 năm 2000, rồi Phó Trưởng phòng phụ trách từ tháng 10 năm 2001. Sang tháng 3 năm 2004, ông được bầu làm Bí thư Chi bộ, thăng chức là Trưởng phòng Pháp chế của BIDV. Sau đó 2 năm, phòng được đổi thành ban, ông chuyển chức làm Giám đốc Ban Pháp chế vào tháng 10 năm 2006, tiếp tục là Bí thư Chi bộ. Vào tháng 7 năm 2009, Phạm Đức Ấn được điều về Hưng Yên, công tác ở Ngân hàng Nhà nước Việt Nam chi nhánh tỉnh, là Ủy viên Ban Cán sự Đảng ngân hàng này, sau đó một khoảng thời gian ngắn thì chuyển sang ngân hàng BIDV chi nhánh Hưng Yên làm Bí thư Đảng ủy, Giám đốc, kiêm Phó Chủ tịch Hội đồng quản trị Công ty cổ phần Cho thuê máy bay Việt Nam (VALC) – một doanh nghiệp nhà nước với hoạt động chủ yếu là mua máy bay để cho các hãng hàng không trong nước thuê hoạt động, khai thác. Sau 2 năm ở Hưng Yên, ông được điều về hội sở, nhậm chức Phó Tổng giám đốc BIDV, tiếp tục là lãnh đạo cấp phó của VALC. Tháng 8 năm 2012, BIDV được chuyển đổi thành ngân hàng thương mại cổ phần, ông tiếp tục là Phó Tổng giám đốc, ngoài cấp phó VALC thì còn được phân công thêm một vị trí nữa là Tổng giám đốc Ngân hàng liên doanh Việt Nga (VRB), và giữ chức vụ này trong khoảng 1 năm.
Tháng 6 năm 2014, sau 20 năm công tác ở BIDV, Phạm Đức Ấn được điều động tới Ngân hàng Nông nghiệp và Phát triển Nông thôn Việt Nam (Agribank), chỉ định vào làm Ủy viên Ban Thường vụ Đảng ủy, Phó Chủ tịch Hội đồng thành viên. Bên cạnh đó, ông kiêm nhiệm là Chủ tịch Công đoàn Agribank từ tháng 4 năm 2018, và là Ủy viên Ban thường vụ Công đoàn Ngân hàng Việt Nam từ tháng 8 cùng năm. Đầu năm 2019, ông được điều lên Ngân hàng Nhà nước Việt Nam, nhậm chức Bí thư Đảng ủy Đảng bộ Bộ phận Văn phòng, Chánh Văn phòng. Sau 1 năm ở đây, vào ngày 28 tháng 4 năm 2020, ông được bổ nhiệm làm Bí thư Đảng ủy, Chủ tịch Hội đồng thành viên Agribank, rồi được bầu làm Ủy viên Ban Chấp hành Đảng bộ Khối doanh nghiệp Trung ương từ tháng 10 cùng năm, Chủ tịch Hiệp hội Ngân hàng Việt Nam khóa VII từ tháng 12 cùng năm.

### Đại biểu Quốc hội
Tháng 6 năm 2021, trong kỳ bầu cử Đại biểu Quốc hội khóa XV, Phạm Đức Ấn ứng cử đại biểu ở đơn vị bầu cử thứ 6 của thành phố Hà Nội, gồm Hà Đông, Thanh Trì và Thanh Oai, rồi trúng cử với tỷ lệ 77,95% phiếu bầu.

### Công tác tại Quảng Ninh
Vào ngày 10 tháng 12 năm 2024, tại Hội nghị triển khai quyết định của Ban Bí thư về công tác cán bộ ở Quảng Ninh, Phạm Đức Ấn được điều động, chỉ định tham gia Ban Chấp hành, Ban Thường vụ, giữ chức Phó Bí thư Tỉnh ủy Quảng Ninh, nhiệm kỳ 2020-2025 và được bầu giữ chức vụ Chủ tịch Ủy ban nhân dân tỉnh Quảng Ninh nhiệm kỳ 2021-2026.